# هالتيا
هالتيا (بالإنجليزية: Haltia)‏ روح حارس للشخص في أساطير فنلندا. فكل فرد له هالتيا خاص به يسير أمامه. وإذا كان هالتيا قوي الشكيمة شديد البأس، ففي استطاعته أن يصل إلى البيت قبله معلنا حضوره بإحداث صوت ارتطام. وهم يعتقدون إن هالتيا يصبح حقيقة واقعية لمدة ثلاثة أيام بعد الميلاد. وفي هذه الأثناء يصبح من الخطورة بمكان ترك الطفل بمفرده في المنزل. وقد يلومون هالتيا على أفعال المرء السيئة. فتراهم يقولون: إنه ليس هو الذي فعل كذا وكذا، بل هالتيا!.